# Kapela Majke Božje Anđeoske
Kapela Majke Božje Anđeoske katolička je barokna kapela izgrađena 1753. godine u zagrebačkom naselju Markuševec pored župne crkve sv. Šimuna i Jude Tadeja. Sagrađena je za potrebe hodočasnika na putu prema marijanskim prošteništima u Remetama te kasnije Mariji Bistrici. Poznata je i pod imenom kapela Marije Vinske.
Zajedno sa župnom crkvom sv. Šimuna i Jude Tadeja, župnim dvorom, te gospodarskim objektom kapela čini sakralni kompleks koji je zaštićeno kulturno dobro Republike Hrvatske.

## Povijest i arhitektura
Kapela je pravokutnog tlocrta, jednobrodna i zaključena visokom polukružnom apsidom.
Pročelje kapele je na zaobljenim uglovima raščlanjeno pilastrima koji se nastavljaju nadglavcima do izbačenog završnog vijenca pod zabatnom plohom koju čini dvostrešno krovište kapele. Graditelj je najviše pažnje posvetio oblikovanju pročelja, uokvirivši cijelu plohu između podnožja i vijenca pilastrima i trakama izvedenima u žbuci. U sredini tog okvira, u središnjoj osi, otvaraju se široka vrata zaštićena umjetnički obrađenom rešetkom od kovana željeza. Rešetka se sastoji od volutasto savijenih i isprepletenih šipki kroz koje se može razgledati unutrašnjost kapele.
Dovratnik je isklesan od kamena, ukrašen profiliranim rubovima s kapitelima profiliranima poput vijenaca. U segmentni je luk uglavljen stilizirano oblikovan zaglavni kamen.
Kroz bočne prozore obilje svjetla prodire u unutrašnji prostor. Zidovi kapele su prekriveni zidnim slikama. Na zidovima svetišta i svodu lađe nalaze se prizori s likovima, a zidovi lađe su mramorizirani u ljubičasto ružičastom tonu boje koja prevladava i na slikama. Na vrhu trijumfalnog luka nalaze se riječi: »depictum 1778.«, a na suprotnoj strani, nad prozorom: »renovatum 1880«. Na svodu svetišta iznad oltara naslikan je u medaljonu Bog otac, a na luku, s unutrašnje strane, naslikane su krune s amblemima mučenica i mučenika. Amblemi su izrezbareni i na oltaru.
Prostor lađe zaobljen je u uglovima skošenim pilastrima. Na pilastrima se proteže vijenac trijumfalnog luka koji je svođen češkom kupolom. U sredini kupole je u velikom medaljonu od štukature naslikan prizor Uznesenja Marijina. U medaljonima koji se nalaze u uglovima kupole prikazani su prizori iz Marijina života. Između tih prizora, u medaljonima »rocailla« naslikani su buketi ruža i iluzionistički je naslikana viseća girlanda lišća koja povezuje prizore na svodu.
Po načinu slikanja nekih zidnih slika koje su manje zahvaćene retušom boje prilikom obnove 1880. godine, po dekorativnim detaljima kartuša i rocaille te po mekoći slikanja i izvornoj skali boja, zidne su slike dobar primjer kasnobaroknog slikarstva u Sjevernoj Hrvatskoj. Iluzionistički način prikazivanja likova u prostoru s arhitekturom temelji se na tradiciji hrvatskog baroknog slikarstva iz prve polovine 18. stoljeća.

## Potres 2020. godine i obnova
U potresu koji je pogodio Zagrab 22. ožujka 2020. godine kapela je oštećena, te je njezina obnova u tijeku, financirana sredstviđa Fonda solidarnosti EU-a i hrvatske Vlade.

## Galerija
- Pogled na kapelu i župnu crkvu s pristupne ulice
- Rešetka od kovanog željeza
- Detalj na kovanoj rešetci
- Pogled s ulaza
- Oltar
- Propovjedaonica i oslikani svod. U medaljonima su oslikani prizori iz Marijina života
- Prizor Uznesenja Marijina u medaljinu te girlanda
- Bočna strana kapele